# Лордкипанидзе, Тариел Владимирович
Тариел Владимирович Лордкипанидзе (груз. ტარიელ ვლადიმერის ძე ლორთქიფანიძე; 23 марта 1938, Кутаиси — 29 января 2001, Тбилиси) — советский военный и партийный деятель, председатель КГБ Грузинской ССР в 1989—1990 годах, депутат Верховного Совета СССР 11-го созыва. Генерал-майор госбезопасности (1990).

## Биография
Окончил энергетический факультет Грузинского политехнического института имени В. И. Ленина в 1961 году, работал на Кутаисском автомобильном заводе имени Г. К. Орджоникидзе инженером, начальником отдела и секретарём парткома. С 1964 года начальник отдела охраны труда и техники безопасности в Сухумском физико-техническом институте, секретарь парткома с 1973 года. Член КПСС с 1971 по август 1991 года.
На руководящей партийной работе с сентября 1974 года, занимал следующие должности:
- секретарь Сухумского горкома КП Грузии (с сентября 1974 года)
- заведующий промышленно-транспортным отделом Абхазского обкома КП Грузии (с апреля 1975 года)
- второй секретарь Абхазского обкома КП Грузии (с 8 января 1976 года)
- заместитель заведующего промышленно-транспортным отделом ЦК КП Грузии (с 5 декабря 1978 года)

С сентября 1980 по сентябрь 1981 года нёс службу в Афганистане, занимая должность политического советника ЦК КПСС при комитете Народно-демократической партии Афганистана в провинции Лагман. После возвращения продолжил партийную работу, занимая следующие посты:
- заместитель заведующего промышленно-транспортным отделом ЦК КП Грузии (с 27 октября 1981 года)
- сотрудник отдела оборонной промышленности ЦК КП Грузии (с 15 января 1983 года)
- заведующий промышленным отделом ЦК КП Грузии (с октября 1985 года)
- первый секретарь Кутаисского горкома КП Грузии (с 24 июня 1986 года)

В 1985—1990 годах был кандидатом в члены и членом Бюро ЦК КП Грузии. 12 октября 1986 года избран в Верховный Совет 11-го созыва, в Совет национальностей по округу №178. С декабря 1988 года заместитель председателя Совета министров Грузинской ССР.
7 декабря 1988 года назначен заместителем председателя КГБ Грузинской ССР, заняв должность самого председателя 28 апреля 1989 года вместо Гиви Гумбаридзе, ещё одного партийного функционера. 28 ноября 1990 года после избрания Звиада Гамсахурдии на должность председателя Верховного Совета Грузинской ССР был отстранён от занимаемой должности. Во время его работы впервые произошло вторжение сторонников грузинского суверенитета и независимости в здание КГБ Грузинской ССР, вследствие чего в Смоленск были вывезены все материалы агентуры, оперативного учёта и архивов; также участились массовые выступления, акции протеста, насилия и погромы зданий государственных учреждений.
С 1992 года и до конца своих дней Лордкипанидзе работал в Тбилисском государственном университете, параллельно руководил Информационным бюро Международного научно-технического центра (МНТЦ) и его Грузинским региональным отделением.
Похоронен в Тбилиси. Награждён дважды орденом «Знак Почёта», афганским орденом «Слава» и медалями (в т.ч. всеми тремя степенями медали «За безупречную службу»).